# Yi Jianlian
Yi Jianlian -en chino tradicional, 易建聯; en chino simplificado, 易建联; pinyin, Yì Jiànlián; cantonés: Yik Ginlyùn- (Jiangmen, Guangdong, 27 de octubre de 1984) es un exjugador de baloncesto chino que disputó 20 temporadas como profesional, 5 de ellas en la NBA. Mide 2,13 metros y jugaba en la posición de ala-pívot.

## Trayectoria deportiva

### CBA
Considerado en su país como el nuevo Yao Ming, Yi fue nombrado novato del año en su primera temporada con los Guandong Tigers, en el año 2004. Con dicho equipo logró ganar tres campeonatos seguidos de la Liga China.

### NBA

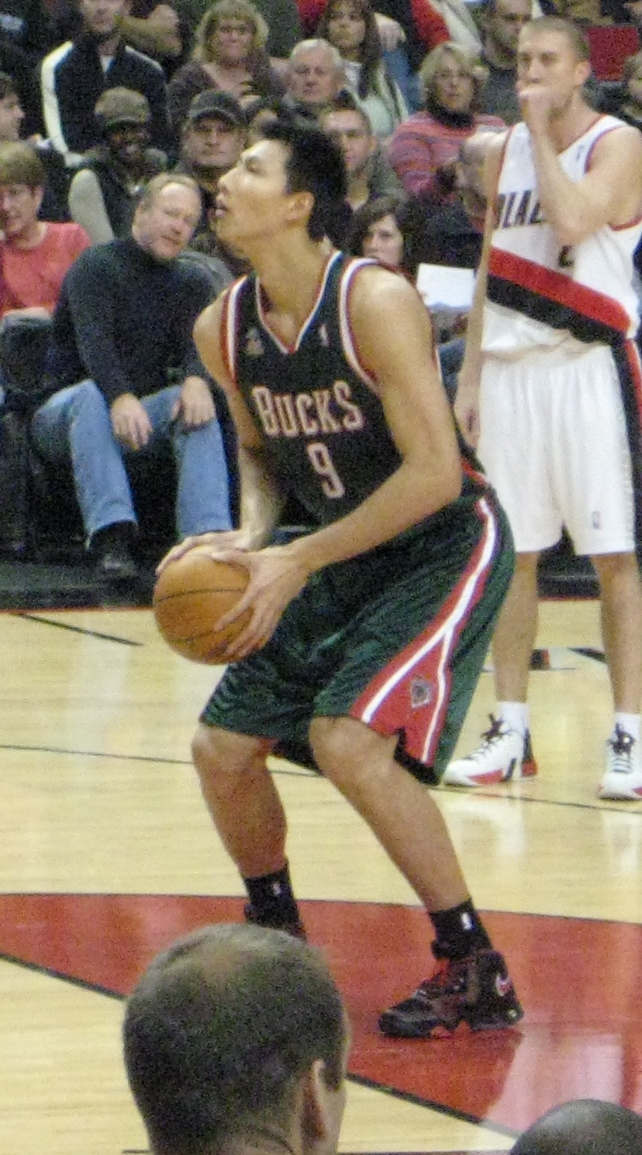
Yi con los Bucks en 2007.

No se esperaba que Yi entrara en el Draft de la NBA hasta el año 2009, dado que las autoridades chinas no autorizan a sus jugadores abandonar el país antes de los 22 años, pero a pesar de ello su equipo anunció que se presentaría al del 2007, donde fue elegido por Milwaukee Bucks en la sexta posición de la primera ronda. En su primer año jugó 25 minutos por partido, promediando 8,6 puntos y 5,2 rebotes por noche. Además disputó el Rookie Challenge del All-Star Weekend.
El 26 de junio de 2008, fue traspasado a New Jersey Nets junto con Bobby Simmons por Richard Jefferson. En diciembre de ese año la prensa china reportaría que Yi ya había superado los 22 años, habiendo nacido en 1984 y no en 1987.
El 29 de junio de 2010, Yi fue traspasado a Washington Wizards a cambio de Quinton Ross.
El 1 de enero de 2011, firma con los Dallas Mavericks por una temporada.

### Regreso a la CBA
En septiembre de 2012 vuelve a China y firma por los Guangdong Southern Tigers.
El 22 de agosto de 2016 vuelve a firmar por la NBA con Los Angeles Lakers por una temporada y $8 millones, pero es cortado el 14 de octubre antes del inicio de la temporada, y vuelve a los Guangdong Southern Tigers.

## Selección nacional

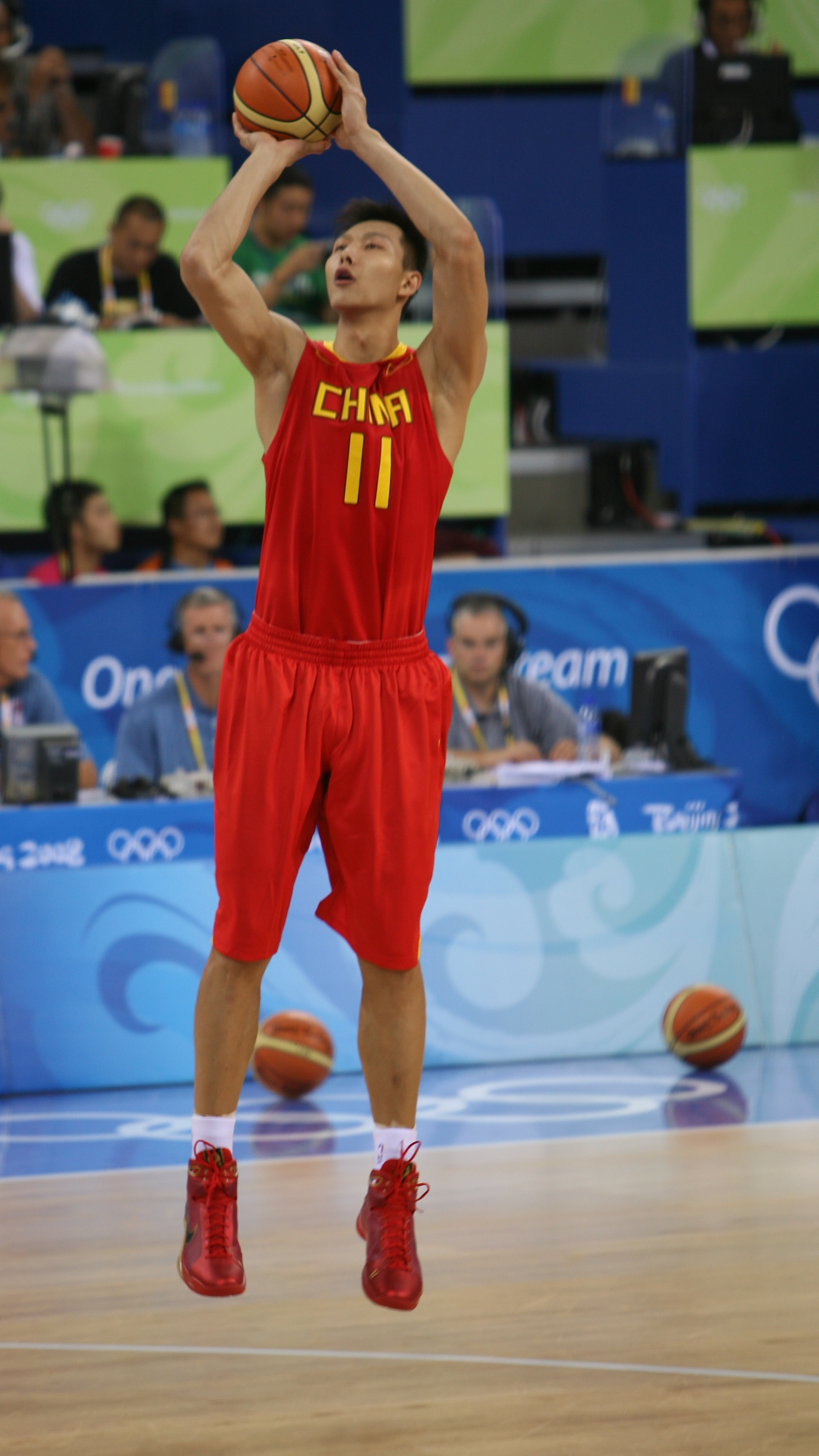
Yi con China en 2008.

Ha sido internacional con la selección de baloncesto de China en numerosas ocasiones, ganando tres medallas de oro en el Campeonato FIBA Asia en 2005, 2011 y 2015 (además de una de plata en 2009), además de representar a China en eventos internacionales como los Juegos Olímpicos de 2004, 2008, 2012 y 2016, y los mundiales de 2006 y 2010.

## Estadísticas de su carrera en la NBA

### Temporada regular
| Año     | Equipo     | PJ  | PT  | MPP  | %TC  | %3P  | %TL  | RPP | APP | ROB | TPP | PPP  |
| ------- | ---------- | --- | --- | ---- | ---- | ---- | ---- | --- | --- | --- | --- | ---- |
| 2007-08 | Milwaukee  | 66  | 49  | 25.0 | .421 | .286 | .841 | 5.2 | .8  | .6  | .9  | 8.6  |
| 2008-09 | New Jersey | 61  | 52  | 23.3 | .382 | .343 | .772 | 5.3 | 1.0 | .5  | .6  | 8.6  |
| 2009-10 | New Jersey | 52  | 51  | 31.8 | .403 | .366 | .798 | 7.2 | .9  | .7  | 1.0 | 12.0 |
| 2010-11 | Washington | 63  | 11  | 17.7 | .418 | .231 | .681 | 3.9 | .4  | .4  | .5  | 5.6  |
| 2011-12 | Dallas     | 30  | 0   | 6.8  | .378 | .300 | .667 | 1.6 | .2  | .2  | .3  | 2.6  |
| Total   | Total      | 242 | 163 | 24.1 | .405 | .335 | .784 | 5.3 | .8  | .5  | .7  | 8.5  |

### Playoffs
| Año   | Equipo | PJ | PT | MPP | %TC  | %3P  | %TL  | RPP | APP | ROB | TPP | PPP |
| ----- | ------ | -- | -- | --- | ---- | ---- | ---- | --- | --- | --- | --- | --- |
| 2012  | Dallas | 1  | 0  | 5.0 | .333 | .000 | .000 | 2.0 | .0  | 1.0 | .0  | 2.0 |
| Total | Total  | 1  | 0  | 5.0 | .333 | .000 | .000 | 2.0 | .0  | 1.0 | .0  | 2.0 |